# Attaque de Tchibarakaten
Guerre du Sahel
Batailles
- Tlemss
- 1re Tilwa
- Tabankort
- Ouraren
- Adrar Bouss
- Agadez et Arlit
- Tchibarakaten
- Mangaïzé
- Tazalit
- 1re Bani Bangou
- 2e Tilwa
- Wanzarbé
- Abala
- Midal
- 1re Tongo Tongo
- 1re Ayorou
- 2e Tongo-Tongo
- Baley Beri
- 1re Inates
- 2e Inates
- Sanam
- Chinégodar
- 2e Ayorou
- 2e Bani Bangou
- Taroun
- Torodi
- Adabda
- Intagamey
- Koutougou
- Tabatol
- Takanamat
- Teguey
- Chatoumane
- Eknewane
- 3e Bani Bangou

L'attaque de Tchibarakaten a lieu du 9 au 10 octobre 2014 pendant la guerre du Sahel, lors de l'Opération Barkhane.

## Déroulement
En octobre 2014, un convoi d'Al-Mourabitoune, comptant six véhicules chargés d'armes, quitte la Libye et se porte en direction du Mali en passant par le Niger afin de ravitailler les groupes djihadistes présents sur place.
Cependant le convoi est repéré et suivi pendant plusieurs jours par les forces nigériennes et françaises engagées dans l'Opération Barkhane et appuyées par des moyens de renseignement américains,,,.
Finalement le soir du 9 octobre 2014, les Français passent à l'attaque alors que le convoi a gagné la région des mines d'or de Tchibarakaten, dans l'Azawagh, au nord-ouest du Niger. Un avion de chasse frappe la tête de la colonne et largue deux bombes qui détruisent deux véhicules. Les autres tentent de prendre la fuite, mais les forces spéciales françaises, transportées par hélicoptères, engagent ensuite le combat et détruisent le reste du convoi,,.

## Pertes et bilan
Dans un premier bilan, le Ministère français de la Défense déclare qu'une quinzaine d'hommes ont été « neutralisés ». Puis le 16 octobre, l'état-major français indique que bilan est plus précisément de 13 morts et 2 prisonniers du côté des djihadistes, un seul d'entre eux étant parvenu à s'échapper. Aucune perte n'est évoquée du côté des Français.
Selon l'armée française, « trois tonnes d’armement, des canons de 23 mm, plusieurs centaines de roquettes anti-char, des mitrailleuses » sont détruits ainsi que des missiles SA-7. Il s'agit alors d'une des plus importantes saisie d'armes depuis le début de l'engagement des forces françaises dans la région en janvier 2013,,,.
Abou Aassim El-Mouhajir, porte-parole d'Al-Mourabitoune, aurait été capturé lors de ce combat.